# Melaten-Friedhof
Le Melaten-Friedhof (cimetière Melaten) est le cimetière central de la ville de Cologne, en Allemagne. 
Il est situé à la frontière nord de Lindenthal (de), dans le district de Köln-Lindenthal (de). Au sud, le cimetière est bordé par la Aachener Straße (de), à l'est par la Piusstraße, à l'ouest par la Oskar-Jäger-Straße et le Melatengürtel, et au nord par la Weinsbergstraße. 
Le nom de « Melaten » fait référence à un hôpital pour les malades et les lépreux, connu pour avoir existé au XIIe siècle.
Le cimetière, d'une superficie de 435 000 m2 est le plus grand cimetière de Cologne en nombre de tombes (55 540 en 2008). 

## Personnalités inhumées au cimetière

### A
- August Adenauer (1872–1952)
- Hanna Adenauer (1904–1978)
- Johann Franz Ahn (1796–1865)
- Franz Albermann (1877–1959)
- Max Albermann (1870–1927)
- Wilhelm Albermann (1835–1913), sculpteur
- Otto Andreae (1833–1910)
- Wolfgang Anheisser (1929–1974), baryton

### B
- Johannes Theodor Baargeld (1892–1927), artiste et écrivain
- Dirk Bach (1961–2012), comédien et homme de télévision
- Alexander Bachem (1806–1878)
- Julius Bachem (1845–1918)
- Fritz Bachschmidt (1928–1992)
- Wilhelm Backhaus (1884–1969), pianiste
- Karl Band (1900–1995)
- Hermann Heinrich Becker (1820–1885)
- Wilhelm von Becker (1835–1924)
- Werner Beinhauer (1896–1983)
- Erika Berger (1939–2016)
- Matthias Biercher
- Willy Birgel (1891–1973), acteur
- Elke Mascha Blankenburg (1943–2013)
- Hans Böckler (1875–1951)
- Lis Böhle (1901–1990)
- Rudolf zur Bonsen (1886–1952)
- Norbert Burger (1932–2012)
- Heinrich Bürgers (1820–1878)
- Theo Burauen (1906–1987)
- Fritz Burgbacher (1900–1978)

### C
- Herbert Callhoff (1933–2016)
- Ludolf Camphausen (1803–1890)
- Hermann Cardauns (1847–1925)
- Claus Hinrich Casdorff (1925–2004)
- Chargesheimer (1924-1971)
- Johann Classen-Kappelmann (1816–1879)
- Franz Clouth (1838–1910)
- Sophia Czory (1930–1996)
- Holger Czukay (1938–2017)

### D
- Bernhard Deermann (1887–1982)
- Wilhelm Ludwig Deichmann (1798–1876)
- Daniel Heinrich Delius (1773–1832)
- René Deltgen (1909–1979)
- Matthias Joseph de Noël (1782–1849)
- Hein Derichsweiler (1897–1972)
- Nevio De Zordo (1943–2014)
- Hubert Dormagen (1806–1886)
- Joseph DuMont (1811–1861)
- Marcus DuMont (1784–1831)
- Michael Joseph DuMont

### E
- Christian Eckert (1874–1952)
- Eduard Endler (1860–1932)
- Wilhelm Ewald (1878–1955)

### F
- Jean Marie Farina (1809–1880)
- Johann Baptist Farina (1758–1844)
- Johann Maria Farina (1685–1766)
- Johann Maria Carl Farina (1840–1896)
- Arno Faust (1918–1984)
- Fritz Feinhals (1869–1940)
- Josef Feinhals (1867–1947)
- Adolf Fischer (1856–1914)
- Frieda Fischer-Wieruszowski (1874–1945)
- Karl Flach (1905–1997)
- Otto H. Förster (1894–1975)
- Martin Wilhelm Fonck (1752–1830)
- Robert Januarius von Frankenberg (1807–1873)
- Peter Joseph Früh (1862–1915)
- Peter Fuchs (1829–1898), sculpteur

### G
- Ludwig Gies (1887–1966)
- Robert Görlinger (1888–1954)
- Hermann Götting (1939–2004)
- Andreas Gottschalk (1815–1849)
- Anton Greven (1793–1870)
- Johann Wilhelm Greven (1820–1893)
- Sigurd Greven (1908–1981)
- Erwin Grochla (1921–1986)
- Johann Joseph Gronewald (1804–1873)
- Everhard von Groote (1789–1864)
- Robert Grosche (1888–1967)
- Johannes Gross (1932–1999)
- Leo Fritz Gruber (1908–2005)
- Hermann Grüneberg (1827–1894)
- Rolf Güldenpfennig
- Bernhard Günther (1906–1981)
- Alice Guszalewicz (1866–1942)
- Eugen Guszalewicz (1867–1907)
- Paulina Olga Guszalewicz (1897–1965)

### H
- Wolfgang Hahn
- Albin Hänseroth (1939–2004)
- Josef Haubrich (1889–1961)
- Herbert Hax (1933–2005)
- Iwan David Herstatt (1913–1995)
- Ferdinand Hiller (1811–1885), compositeur et chef d'orchestre
- Andreas Hillgruber (1925–1989)
- Emilie Hopmann (1845-1926)

### J
- Peter Joseph Imhoff (1768–1844)
- Wilhelm Joseph Imhoff (1791–1858)
- Karl Jachnick (1770–1851)
- Billy Jenkins (1885–1954)
- Carl Joest (1858–1942)
- Gerhard Jussenhoven (1911–2006)

### K
- Hans Katzer (1919–1996)
- Engelbert Kayser (1840–1911)
- Gerhard Kegel (1912–2006)
- Fritz Keller (1891–1943)
- Friedrich Kempf (1908–2002)
- István Kertész (1929–1973)
- Irmgard Keun (1905–1982)
- Joachim Koch (1954–2008)
- Wilhelm Koch (1845–1891)
- Jacob Koerfer (1875–1930)
- Heinz Günter Konsalik (1921–1999)
- Wolfgang Korruhn (1937–2003)
- Karel Krautgartner (1922–1982)
- Hildegard Krekel (1952–2013)
- Karl Küpper (1905–1970)

### L
- Heinz Ladendorf (1909–1992)
- Eugen Langen (1833–1895)
- Carl Leibl (1784–1870)
- Otto Michael Ludwig Leichtenstern (1845–1900)
- Jaki Liebezeit (1938–2017)
- Thomas Liessem (1900–1973)
- Franz Anton Löhr
- Jakob Johann Lyversberg (1761–1834)

### M
- Richard Mahkorn
- Max Martersteig (1853–1926)
- Maria Clementine Martin (1775–1843)
- Wilhelm Marx (1863–1946)
- Simon Meister (1796-1844)
- Georg Meistermann (1911–1990)
- Peter Heinrich Merkens (1777–1854)
- Gustav von Mevissen (1815–1899)
- Lucy Millowitsch (1905–1990)
- Willy Millowitsch (1909–1999)
- Josef Moest (1873–1914)
- Wilhelm Mülhens (1762–1841)
- Wolfgang Müller von Königswinter (1816–1873)
- Horst Muys (1925–1970)

### N
- Ernst Wilhelm Nay (1902–1968)
- John van Nes Ziegler (1921–2006)
- Manfred Niehaus (1933–2013)
- Alfred Nourney (1892–1972)

### O
- Emil (1833–1897) et Laura Oelbermann (1846–1929)
- Alfred Freiherr von Oppenheim (1934–2005)
- Friedrich Carl von Oppenheim (1900–1978), banquier
- Willi Ostermann (1876–1936)
- August von Othegraven (1864–1946), compositeur
- Karl Thomas von Othegraven (1769–1844)
- Nikolaus August Otto (1832–1891), industriel

### P
- Heinrich Pachl (1943–2012)
- Gert von Paczensky (1925–2014)
- Emil Pfeifer (1806–1889)
- Hermann Otto Pflaume (1830–1901)
- Gunther Philipp (1918–2003)
- Sigmar Polke (1941–2010)
- Hermann Pünder (1888–1976)

### R
- Anton Räderscheidt (1892–1970)
- Klaus Peter Rauen (1935–2018)
- Eugen Adolf Rautenstrauch
- August Reichensperger (1808–1895)
- Heinrich Reissdorf
- Fritz Rémond junior (1902–1976)
- Johann Heinrich Richartz (1796–1861)
- Albert Richter (1912–1940)
- Wilhelm Riphahn (1889–1963)
- Joseph Roesberg
- Josef Rosemeyer (1872–1919)
- Kurt Rossa (1930–1998)
- Dieter Friedrich Graf von Rothenburg

### S
- Wilhelm Salber (1928–2016)
- August Sander (1876–1964)
- Erich Sander (1903–1944)
- Heinz Schacht (1909–1987)
- Peter Schaeven (1885–1958)
- Matthias Joseph Scheeben (1835–1888)
- Elisabeth Scherer (1914–2013)
- Jupp Schmitz (1901–1991)
- Elsa Scholten (1902–1981)
- Bernard Schultze (1915–2005)
- Ernst Schwering (1886–1962)
- Leo Schwering (1883–1971)
- Helma Seitz (1913–1995)
- Anton Friedrich Florian von Seydlitz (1777–1832)
- Günter Siefarth (1929–2002)
- Vincenz Statz (1819–1898)
- Johann Adolf Steinberger (1777–1866)
- Toni Steingass (1921–1987)
- Ludwig Stollwerck (1857–1922)
- Rolf Stommelen (1943–1983)
- Hermann Joseph Stupp (1793–1870)
- Cornelius Stüssgen (1877–1956)
- Willi Suth (1881–1956)
- Jón Sveinsson (1857–1944)

### T
- Christine Teusch (1888–1968)

### U
- Gisela Uhlen (1919–2007)
- Klaus Ulonska (1942–2015)
- Oswald Mathias Ungers (1926–2007)

### W
- Ferdinand Franz Wallraf (1748–1824)
- Max Wallraf (1859–1941)
- Dieter Wellershoff (1925–2018)
- Guido Westerwelle (1961–2016)
- Johann Peter Weyer (1794–1864)
- Willy Weyres (1903–1989)
- Erwin Wickert (1915–2008)
- Leopold von Wiese (1876-1969)
- Peter Winkelnkemper (1902–1944)
- Johann Christoph Winters (1772–1862)
- Hans-Jürgen Wischnewski (1922–2005)
- Hermann von Wissmann (1853–1905)
- Heinrich von Wittgenstein (1797–1869)
- Otto Wolff (1881–1940)
- Otto Wolff von Amerongen (1918–2007)

### Z
- Ernst Friedrich Zwirner (1802–1861)